# Acontista bolivari
Acontista bolivari är en bönsyrseart som beskrevs av Giglio-tos 1915. Acontista bolivari ingår i släktet Acontista och familjen Acanthopidae. Inga underarter finns listade i Catalogue of Life.